# Wanczo Karanfiłow
Wanczo Karanfiłow, także Wanko Karanfiłow (mac. Ванчо Каранфилов; ur. 10 września 1956 w Oraowicy w gminie Radowisz) – macedoński niepełnosprawny strzelec, medalista paraolimpijski.
Karanfiłow ma niedorozwój kończyn dolnych, amputowano mu jedną z nóg. Strzelectwo zaczął uprawiać w 1996 roku w Skopje.
Na igrzyskach paraolimpijskich debiutował w 2000 roku, występując w dwóch konkurencjach. W pistolecie pneumatycznym zajął 11. miejsce, zaś w pistolecie dowolnym był piąty. Cztery lata później wystartował w trzech konkurencjach. W dwóch z nich odpadł w eliminacjach (pistolet sportowy – 14. pozycja; pistolet dowolny – 26. lokata), lecz w pistolecie pneumatycznym zdobył pierwszy medal paraolimpijski dla Macedonii – uplasował się na drugim miejscu, przegrywając z Chińczykiem Li Jianfei. Na paraolimpiadzie w Pekinie we wszystkich trzech konkurencjach, w których wystąpił (pistolet sportowy – 13. pozycja, pistolet dowolny – 22. pozycja, pistolet pneumatyczny – 27. pozycja), odpadł w eliminacjach. Zawody w Londynie ponownie zakończył na eliminacjach (pistolet 25 metrów – 10. miejsce; pistolet pneumatyczny, 10 m – 22. miejsce; pistolet 50 metrów – 27. miejsce), podobnie jak na igrzyskach w Rio de Janeiro (pistolet pneumatyczny, 10 metrów – 16. miejsce; pistolet 25 metrów – 24. miejsce; pistolet 50 metrów – 30. miejsce). Był chorążym reprezentacji Macedonii podczas ceremonii otwarcia igrzysk w Pekinie (2008)
Jest wielokrotnym uczestnikiem mistrzostw świata. Nie zdobył na nich żadnego medalu (najwyższe miejsce – czwarta lokata w zawodach drużynowych w pistolecie 25 metrów na mistrzostwach w 2018 roku).